# Тихонов, Александр Викторович
Александр Викторович Тихонов (19 апреля 1965) — советский и узбекистанский футболист, тренер.

## Биография
Сын футболиста и тренера Виктора Тихонова.
Карьеру игрока начал в клубе «Сохибкор». В разных годах играл за клубы «Таврия», «Пахтакор». Большую часть карьеры провёл в клубе «Нефтчи», где и добивался основных успехов.

### Сборная Узбекистана
За сборную Узбекистана сыграл 16 игр, забил 1 гол. В 1994 году в составе сборной Узбекистана стал чемпионом Азиатских игр.

### Тренерская карьера
В 1999 году работал помощником главного тренера в клубе «Сурхан».

## Достижения
- Серебряный призёр Спартакиады народов СССР 1986
- Победитель чемпионата СССР среди команд 2-й лиги 7-й зоны 1986, 1989
- Победитель чемпионата СССР среди команд 2-й лиги Восточной буферной зоны 1990
- Чемпион Азиатских игр: 1994
- Чемпион Узбекистана (3): 1992, 1993, 1994
- Обладатель Кубка Узбекистана: 1994

## Государственные награды
- Медаль «Шухрат»[2]